# 楊賜嘉
楊賜嘉（英語：Yeung Chi Ka，1988年11月6日—），香港女子乒乓球運動員，屬智障人士TT11組別。

## 簡歷
2002年，楊賜嘉開始參加學校乒乓球隊，未幾便因表現出色而被安排接受正式訓練，並於2003年首次代表香港參加第一屆遠東及南太平洋區青少年傷殘人士運動會，最終奪得女單銀牌。
2005年12月，楊賜嘉在葡萄牙舉行的第三屆國際智障人士體育聯盟歐洲乒乓球錦標賽中，首次擊敗世界排名第二的波蘭選手，最終更協助香港隊奪得女子隊際金牌。同年，她獲選為「香港體育學院傑出青少年運動員」。
2011年，楊賜嘉與黎惠玲及黃家汶合作，奪得環球運動會乒乓球女團金牌。同年12月，楊賜嘉出戰在香港舉行的亞洲及大洋洲殘疾人乒乓球錦標賽，在女子單打第11級決賽，先失一局後連追三局，反勝南韓的丁智映，贏得金牌；隨後，她又夥拍黃家汶出戰雙打比賽，結果以全勝姿態再奪一面金牌。
2012年，楊賜嘉代表香港參加英國倫敦舉行的殘奧會乒乓球比赛女子單打第11級比賽，在決賽以2比3（11-6、7-11、11-8、9-11、10-12）僅負於隊友黃家汶，奪得銀牌。

## 榮譽
- 香港傑出運動員選舉

「香港最具潛質運動員」（2007年）

## 外部連結
- 香港弱智人士體育協會